# Das Hohe Schloß

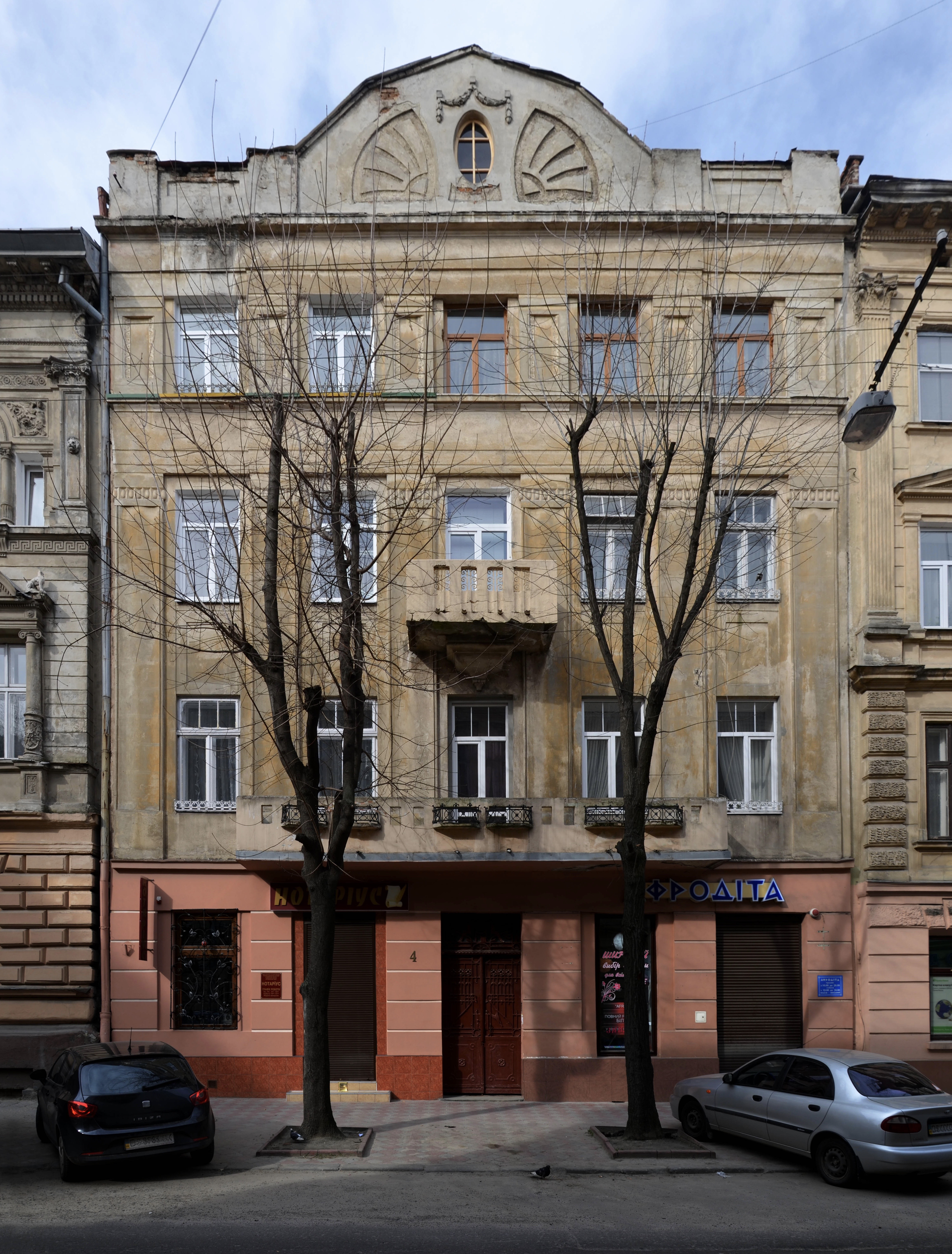
Das im Roman beschriebene Haus in der Bohdan-Łepki-Straße in Lemberg

Das Hohe Schloß (original: „Wysoki Zamek“) ist ein autobiographischer Roman von Stanisław Lem, in dem er seine Kindheit in den 1920er- und 1930er-Jahren im polnischen Lwów schildert. Das polnische Original erschien 1968 bei Czytelnik in Warschau, die deutsche Übersetzung wurde von Caesar Rymarowicz erstellt und erschien 1974. Das Werk bleibt vollkommen ohne phantastische Elemente und ist vor allem geprägt von Lems Versuch, aus der Perspektive des Kindes die Situationen und insbesondere Gegenstände zu schildern, die in seiner Kindheit eine Rolle spielten. Zeitgenössische Ereignisse werden allenfalls am Rande behandelt, beispielsweise mit der paramilitärischen Ausbildung Lems im Schlusskapitel, in der Bezüge zur Bedrohung Polens durch das Dritte Reich anklingen. Das namensgebende „Hohe Schloss“ wird erwähnt, nimmt aber keine prominente Rolle ein: es handelt sich um die Burg Lwiw.

## Inhalt
In der Einleitung umreißt Lem sein Ziel, keine Jugendbiografie aus seiner erwachsenen Sicht zu schreiben und keine frühe Entwicklung hin zu seinem späteren Schaffen beschreiben zu wollen. Er beschließt sie mit dem Selbstvorwurf, er habe zwar „das Kind zu Wort kommen lassen, ohne es zu behindern, soweit das möglich ist“, sich aber „an ihm bereichert, habe seine Hosentaschen geplündert“.
Im Folgenden beschreibt Lem sehr detailliert das Aufwachsen in seinem Elternhaus, die Entdeckungen, die er dort machte, beschreibt seinen eigenen kindlichen Charakter mit Stärken und Schwächen, um anschließend mit dem Entdecken der Stadt Lwów aus kindlicher Perspektive und seinen ersten Lese- und Schulerfahrungen fortzufahren. Mit einer Selbstreflexion über das selektive Erinnern und Verfälschen von Kindheitserinnerungen folgt ein unvermittelter Einschub, in dem Lem auf das ebenfalls stark autobiografische Werk „Das Hospital der Verklärung“ Bezug nimmt: die im „Hohen Schloß“ beschriebenen Kindheitserinnerungen seien auch teilweise für das „Hospital“ geschrieben worden. Die damaligen Fassungen seien ihm aber unaufrichtig und travestiert erschienen, woraufhin er sie gestrichen habe.
Mit der Gymnasialzeit und Erinnerungen an Schüler, Lehrer und die Subkulturen seiner Jugend setzt Lem die Geschichte seines Aufwachsens fort und geht auf einzelne Aspekte teils intensiv ein: seine Faszination für das Erstellen fiktiver Ausweisdokumente, eine frühe Begeisterung für das Erfindertum und dem Konstruieren diverser Apparate und Maschinen. In den letzten Kapiteln, die diese Themen umreißen, gehen die ansonsten meist beschreibend und anekdotisch bleibenden Beobachtungen auch teils in weiter gefasste Reflexionen über Kunst und Schöpfertum über.
Im letzten Kapitel beschreibt Lem – wieder aus der „erwachsenen“ Perspektive – hauptsächlich die „paramilitärische Schulung“ an seiner Schule um 1935, mit der das Buch endet und den Ausblick auf die folgenden Kriegsjahre andeutet.

## Ausgaben
Erstausgabe: Das Hohe Schloß. Berlin, Verlag Volk und Welt, 1974.